# Argeș megye
Argeș megye (magyarul: Argyas megye) közigazgatási egység Romániában, a Havasalföld régióban, Munténia területén. 6862 km2-es területével Románia tízedik legnagyobb megyéje, mely az ország teljes területének mintegy 2,87%-át adja. Emellett közel 570 ezer fős lakosságával Románia kilencedik legnépesebb közigazgatási egysége, ezzel az ország népességének 2,9%-ával rendelkezik, népsűrűsége meghaladja az országos átlagot.
Északról Szeben megye és Brassó megye, keletről Dâmbovița megye, délről Teleorman megye, nyugatról pedig Vâlcea megye és Olt megye határolja. Székhelye az autóiparáról híres Pitești, "a tulipánok városa", a régió egyik legnagyobb városa, Románia 15. legnépesebb városa. Emellett a megye jelentős városai közé tartozik a történelmi jelentőségű Câmpulung, a kolostoráról ismert Curtea de Argeș (Argyasudvarhely), illetve szintén az autóiparáról híres Mioveni.
A megye északon a Fogarasi-havasok déli lábainál helyezkedik el, ahol Moldoveanu, Románia legmagasabb csúcsa található. Az Argeș folyó keresztülszeli a területet, és számos víztározó, például a Vidraru-tó is itt helyezkedik el. A terület hegyvidéki részei hűvösebbek, míg az alacsonyabb fekvésű völgyek és alföldek melegebbek és mezőgazdaságilag termékenyek. A megye fontos közlekedési csomópont, mivel összeköti Bukarestet a hegyvidéki régiókkal, valamint a híres Transzfogarasi-hágó is áthalad rajta. Az éghajlat kontinentális, nyáron meleg, télen hideg, csapadékosabb őszi és tavaszi hónapokkal.
A terület már a római korban is jelentős volt, mivel itt voltak találhatóak a Dák-Római szentélyek romjai. A középkorban, a 14. és 15. században Argeș kulcsfontosságú szerepet játszott Havasalföld politikai és vallási központjaként. Curtea de Argeș volt a Havasalföldi Fejedelemség első fővárosa, illetve itt található a város híres kolostora, mely a román ortodox egyház szimbóluma illetve a román fejedelmek temetkezési helye is egyben. A terület a Basarab-dinasztia uralma alatt virágzott fel, és játszott fontos szerepet a Román Fejedelemség megformálódásában. A 19. században Argeș a modern Románia fejlődésében is fontos szereplővé vált, miközben a terület gazdaságilag és kulturálisan is növekedett. A 20. század során a megye politikai változásokkal és az iparosodással szembesült, különösen a szocialista időszak alatt.

Argeș megye Románia területén

## Nevének eredete
Argeș megye nevének eredete több lehetséges forrásra vezethető vissza.
Az elfogadottabb elmélet szerint a megye neve az Argeș folyó nevéből származik, amely a római korból eredeztethető. A folyó korábbi neve "Argessis" vagy "Argyassos" volt. E nevek vélhetően a dák vagy trák nyelvből származhatnak, és jelentésük kapcsolatban állhat a „csillogó” vagy „ezüstös” fogalmakkal, a folyó fénylő vizére utalva.
Egy másik elmélet szerint azonban a név az albán „argjend” (ezüst) szóval rokonítható, amely a régióban található ércekhez köthető. Történelmi források szerint a megye területe fontos stratégiai és kereskedelmi csomópont volt, különösen Curtea de Argeș.

## Címere
Argeș megye címere gazdag szimbolikával rendelkezik, amely a régió természeti, történelmi és kulturális örökségére utal. A címer központi eleme egy sas, amely a heraldikában a hatalom és a szabadság jelképe, Románia történelmi címerében is megtalálható. A sas alatt látható hármas halom a megye domborzatára, a Kárpátok vonulatára utal. A kék háttér pedig a megye természeti szépségeit és a békét szimbolizálja. A címer felső részén egy vörös sáv található, amely az elektromosság és az atom szimbólumait hordozza, utalva az energetika és az atomfizikai kutatások területén elért fejlődésekre, amelyek fontosak a megye modern iparában és tudományos életében.

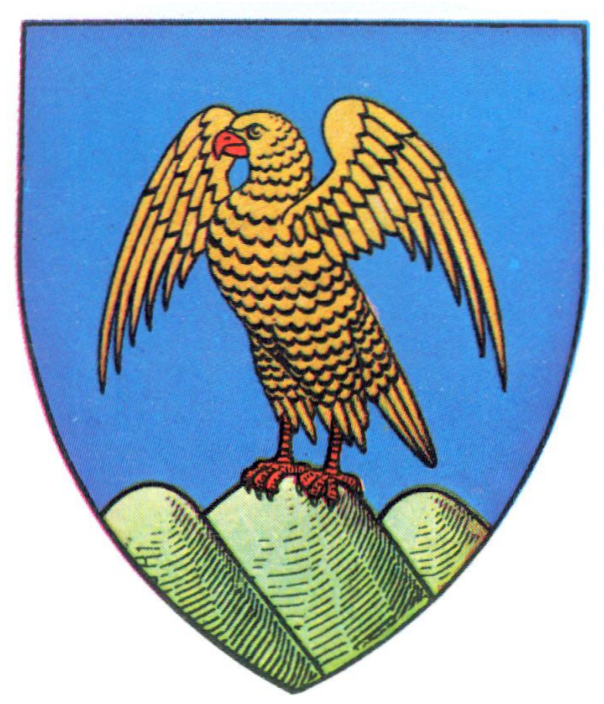
A megye történelmi címere

A sas fontos történelmi vonatkozással bír, utalva az egykori havasalföldi fejedelemség címerére, ezzel hangsúlyozva Argeș megye jelentőségét a román történelemben. A megye címerének összetett szimbolikája kifejezi a helyi közösség büszkeségét és történelmi tudatosságát, míg a címer heraldikai felépítése a nemzeti összetartozás szellemiségét tükrözi.

## Földrajz

### Domborzat
A domborzat három részre osztható. Északon vannak a Déli-Kárpátok 2400 méternél is magasabb hegységei, a Fogarasi-havasok, a Jézer-hegység, a Királykő-hegység déli része és a Leaota-hegység északkeleti része. A Királykő és a Leaota között a Törcsvári-hágó köti össze Argeșt Brassóval. A megye közepén a magasságok lecsökkennek az Elő-Kárpátok 800 méteres szintjére. A dombságokat mély völgyek szabdalják. A déli rész már a Román-alföldhöz tartozik. A legfontosabb folyó az Argeș. Legmagasabb pontja a Moldoveanu-csúcs (2543 m), amely egyben Románia legmagasabb pontja.

### Vízrajz
Argeș megyében a vízrajz különösen gazdag, mivel az Argeș folyó átszeli a területet. Ez a folyó az egyik legfontosabb vízfolyás, amely számos mellékfolyót is magába foglal, mint a Dâmbovița és a Vedea. Az Argeș folyó és mellékfolyói jelentős vízforrást biztosítanak a régió számára, és számos vízi ökoszisztémát támogatnak.
A hegyvidéki részeken a gyors folyású patakok, mint a Doamnei, hozzájárulnak a terület vízgyűjtő rendszeréhez. Az itt található völgyek és karsztos formációk több kisebb tavat és forrást is táplálnak, amelyek gazdagítják a helyi biodiverzitást.

### Éghajlat
Az éghajlat mérsékelt kontinentális. Az éves átlaghőmérséklet 9.8 °C délen (Pitești) és 7.2 °C északon (Rucăr). A legnagyobb hőmérséklet 41 °C volt, amit 1946-ban mértek Goleștien, a legkisebb -31 °C 1933-ban Câmpulungban. Átlagosan 170 a fagy nélküli napok száma. A Fogarasi-havasok gerincén ez csak évi 70. A csapadékmennyiség évenként 1200–1400 mm a hegyekben, 600 mm délen. Az uralkodó szélirány a nyugati – északnyugati, de a legerősebb szél délkeleti és déli.

### Növényvilág
Argeș megyében a növényzet különböző domborzati szinteken más és más. A hegyvidéki területeken a fenyvesek, bükkösök és magashegységi rétek dominálnak. Az alacsonyabb területeken, különösen a dombvidékeken, az erdős területek mellett a mezőgazdaság is fontos szerepet kap, mivel a termékeny talajok alkalmasak gabonafélék, szőlő, és zöldségfélék termesztésére.
A déli síkvidéken a tavaszi rétek, az alföldi erdők és a különböző mezőgazdasági növények, például kukorica és búza, nagy területeken jelennek meg, emellett az erdőirtások következtében előfordulnak cserjések és szántóföldek is.

### Állatvilág
Argeș megye állatvilága rendkívül gazdag és változatos. Az erdős területeken különféle nagyvadak, például a szarvasok, vaddisznók és medvék élnek. A hegyvidéki patakok mentén, és a folyókban a különböző halak, mint például a pisztrángok és a szürkeharcsa, találhatók. Az alacsonyabb régiókban és a mezőgazdasági területeken kisebb emlősök, mint nyulak, rókák és vadmacskák élnek.

A madárvilág is jelentős, a hegyvidéken számos ragadozó madár, például héják és sasok, míg a síkvidéki területeken különböző mezőgazdasági madarak, mint a gerlék és takarékos baglyok élnek.

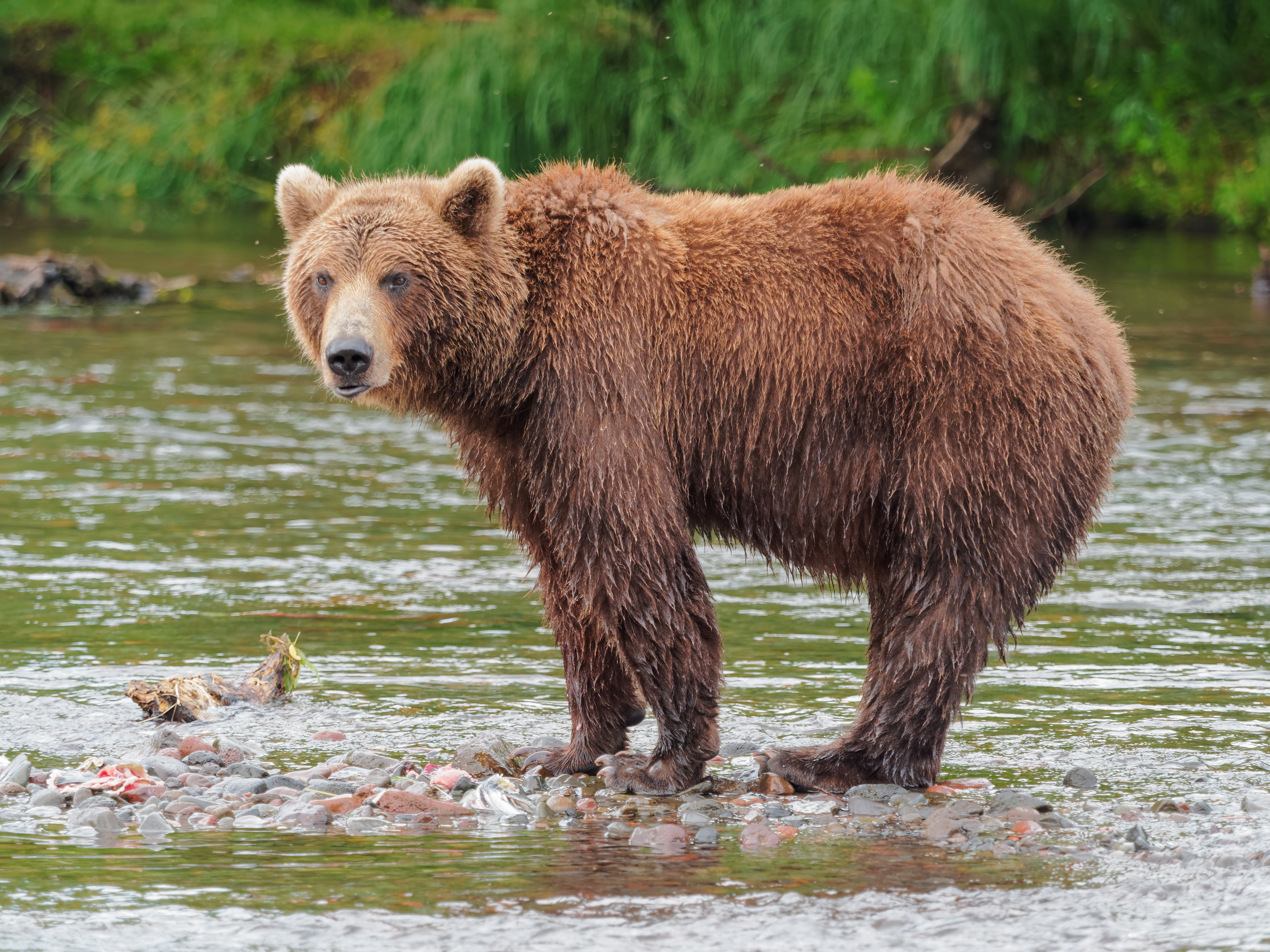
Barnamedve
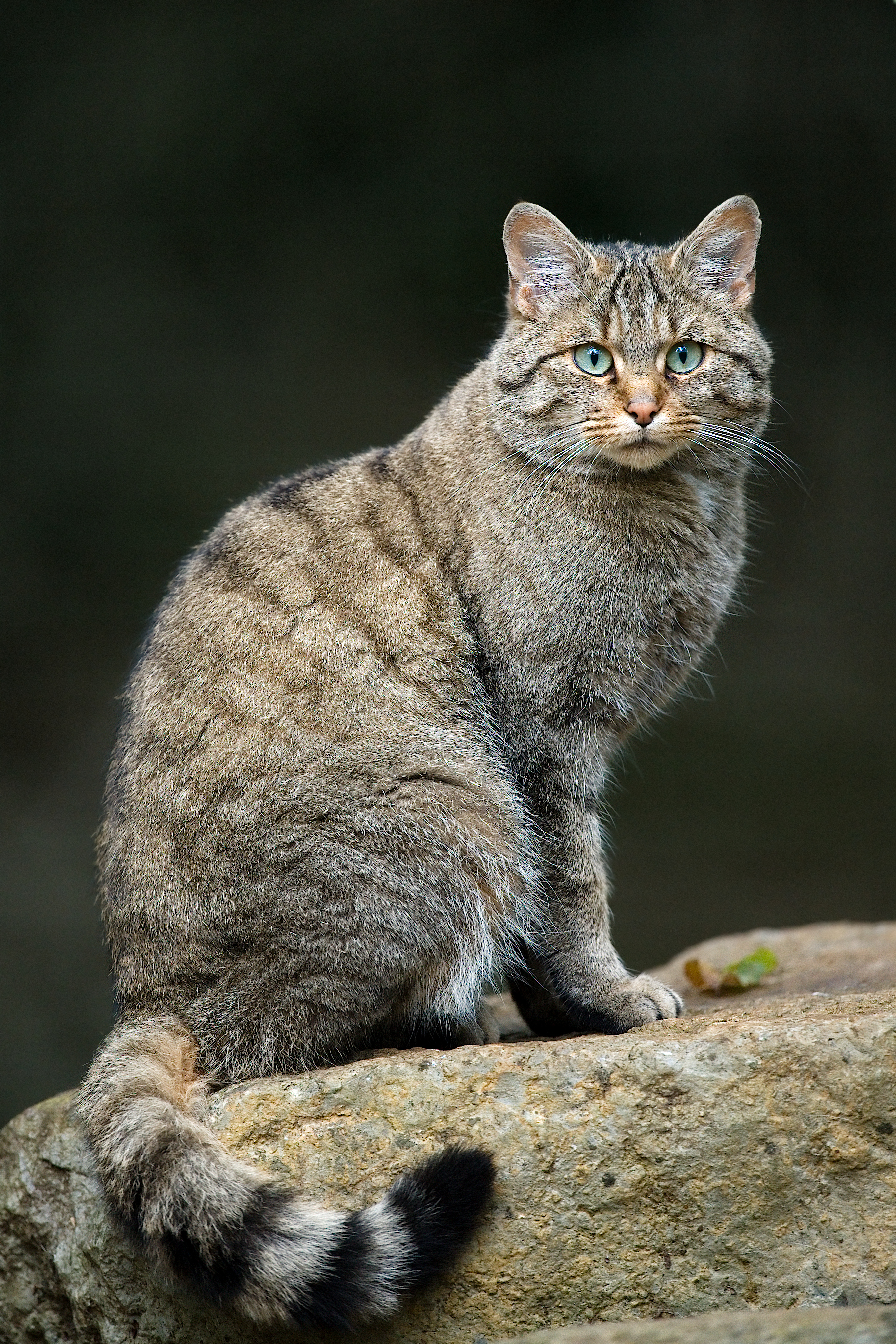
Vadmacska
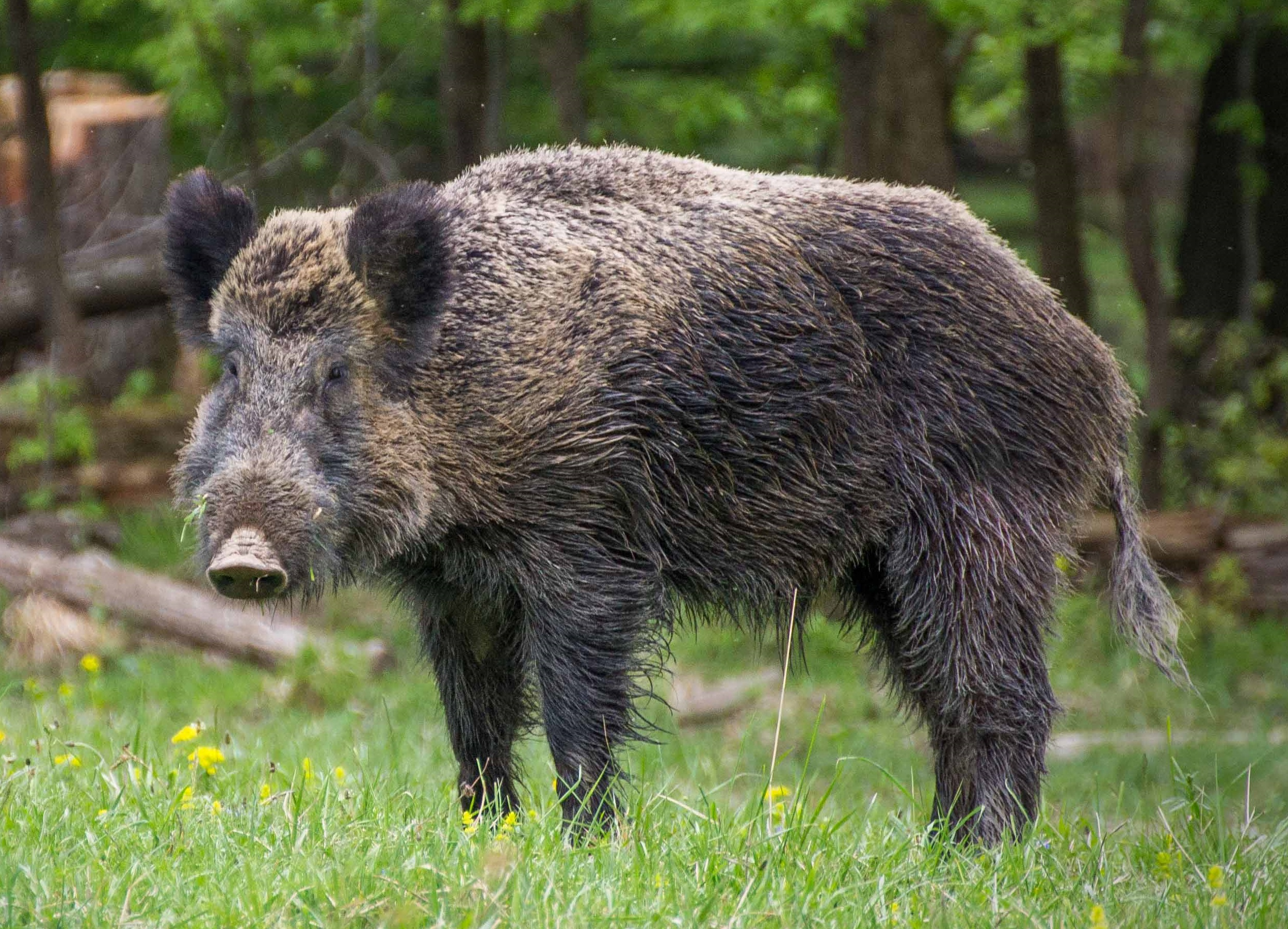
Vaddisznó
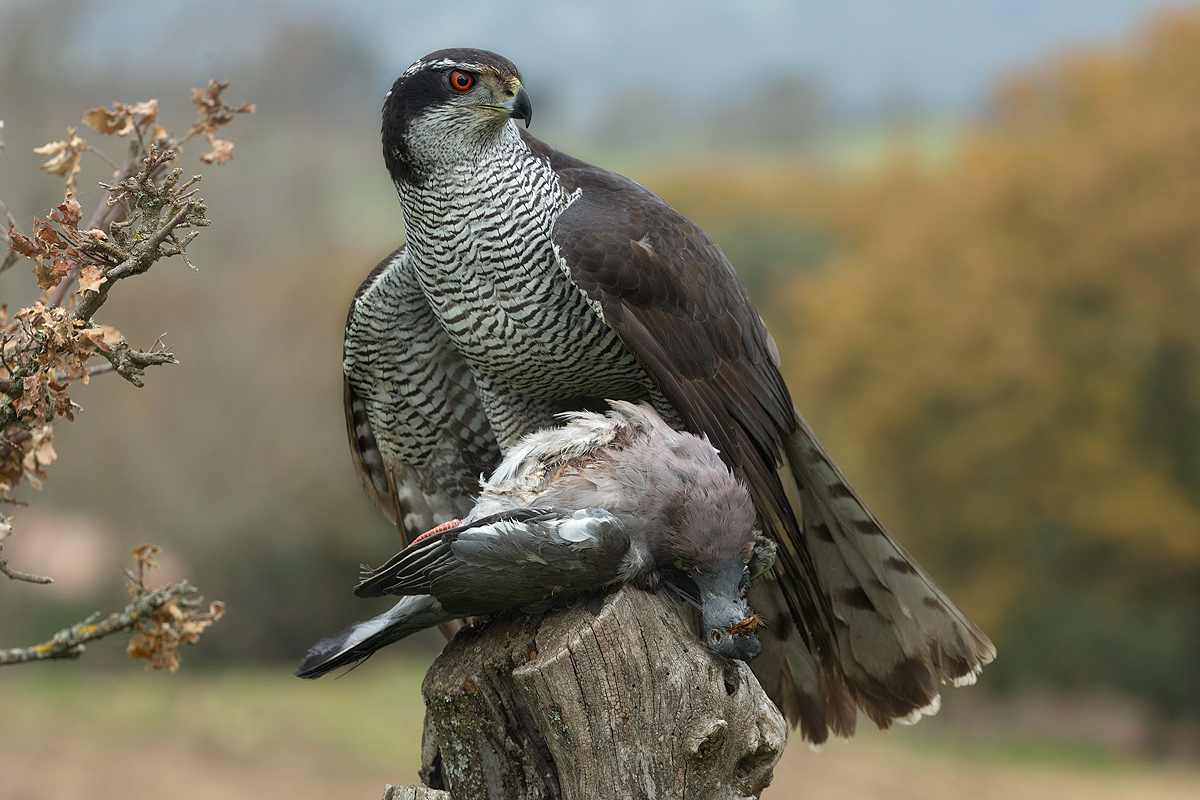
Héja

#### Argeș megye jellemző földrajzi pontjai
- Szélső települések égtájak szerint:
  - a vármegye legészakibb települése: Nucșoara,
  - a vármegye legdélibb települése: Miroși,
  - a vármegye legkeletibb települése: Dragoslavele,
  - a vármegye legnyugatibb települése: Ciomăgești.
- Tengerszint feletti magasság:
  - legmagasabb pontja a Moldoveanu (2544 m).

## Történelem
A megye története az ókori dák és római időszakokig nyúlik vissza, de igazán a középkorban vált jelentőssé, amikor a Basarab-dinasztia uralma alatt Curtea de Argeș, a megye egyik fontos városa, Havasalföld fővárosa lett a 14. században. A városban található a híres Curtea de Argeș-i kolostor, amely a román kultúra és az ortodox kereszténység szimbóluma.
A 19. században Argeș meghatározó szerepet játszott Románia modernizációjában. 1821-ben, a Tudor Vladimirescu vezetésével zajló görög inspirálta felkelés idején a megye fontos szereplője volt a forradalmi eseményeknek, helyi vezetők, mint Alexandru Corbu és Iancu Cociubei, fellázadtak az oszmán uralom ellen. A megye a nemzeti egyesülési törekvések egyik kulcsfontosságú területe volt, különösen az 1859-es unió körüli eseményekben, amikor Alexandru Ioan Cuza, Moldva után, Románia fejedelemségeinek egyesítése érdekében uralkodóvá választották.
A 20. század folyamán Argeș továbbra is fontos szerepet játszott, különösen a világháborúk idején. Az első világháborúban a Rucăr-Dragoslavele régióban zajló csaták során a román csapatok ellenállást tanúsítottak az Osztrák-Magyar Monarchiával szemben. A második világháborúban a megye ismét katonai akciók színhelye volt, különösen a hegyvidéki területeken.
Ezt követően Argeș közigazgatási változásokon ment keresztül. A kommunista korszak alatt a megye nagyobb regionális struktúrák része volt, de 1968-ban, a területi reformok után, visszanyerte jelenlegi státusát, mint megye (județ), a határai pedig lényegében nem változtak.
A megye modern politikai és közigazgatási struktúrája magában foglalja Pitești-t, a megye székhelyét és Románia egyik legfontosabb ipari központját, valamint Câmpulungot illetve Curtea de Argeș-t is. Ma Argeș nemcsak történelmi jelentősége, hanem természeti szépségei miatt is ismert, különösen a Fogarasi-havasok, amely a Déli-Kárpátok része, és vonzza a turistákat és kalandorokat.

## Gazdaság

### Ipar
Fontosabb iparágak: járműipar, kémiai ipar, elektromos berendezések, élelmiszeripar, faipar és textilipar, építőanyagok. Ez az egyik legiparosodottabb megye Romániában. Kőolajfinomító és két autógyár van Mioveniben (Dacia Renault) és Câmpulungban (Aro).
Az autógyártó ipar vezetője, az "SC AUTOMOBILE DACIA GROUPE RENAULT SA Pitesti" Arges megye fő külföldi befektetése, országos szinten pedig az egyik legnagyobb.
A privatizáció óta a Dacia gyár ipari létesítménye teljes korszerűsítési folyamaton ment keresztül, jelenleg 13.000 alkalmazottal működik. A pitesti gyár 489 millió eurós beruházásával jelenleg a legmagasabb európai szabványoknak felel meg, a Renault-csoport üzemeiben alkalmazott munkamódszerekkel.

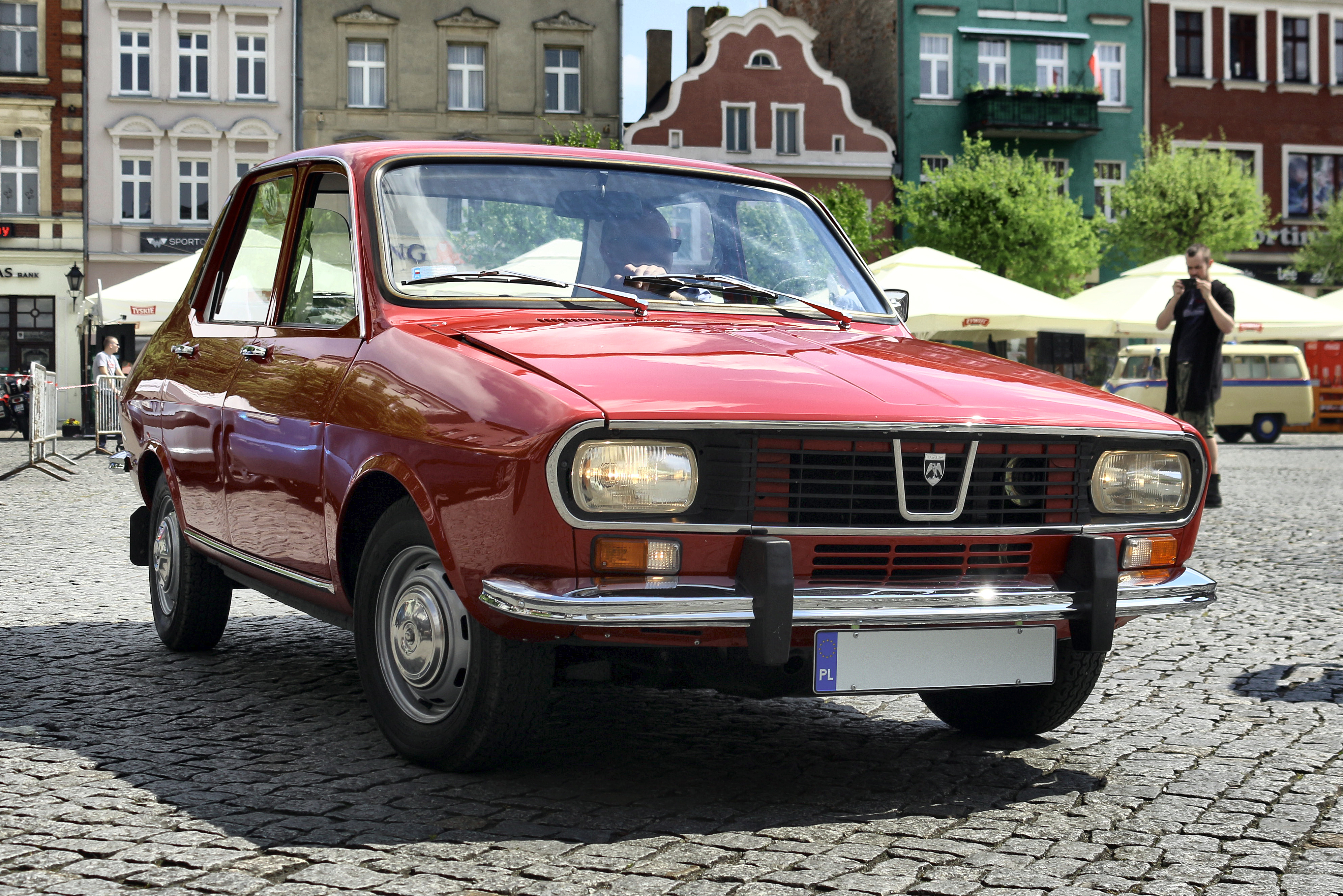
A Mioveniben készült Dacia 1300-as

A Dacia teljes mértékben megmutatja a Renault-csoporthoz való tartozását, támaszkodva az anyavállalat szakértelmére és szervezettségére ipari és kereskedelmi szinten egyaránt. A Dacia járművek és alkatrészek forgalmazását a Renault kereskedelmi hálózata biztosítja az országok túlnyomó többségében.
A PETROM SA olajcsoport fióktelepe Románia legnagyobb és legösszetettebb petrolkémiai platformja, amely hazai és nemzetközileg elismert név.
Az argézi ipari infrastruktúra alapeleme, az ARPECHIM – Pitesti, amely több mint 30 éves termelési tapasztalattal rendelkezik, a petrolkémiai termékek fő beszállítója a hazai piac számára, és aktív résztvevője Románia külkereskedelmi tevékenységének. Mioveni mellett nukleáris tüzelőanyagot állítanak elő a cernavodăi atomerőműnek. Az Argeș folyón több vízerőmű működik, a legnagyobb a Vidraru.

### Mezőgazdaság
A mezőgazdaság Arges megyei gazdaságának is jelentős alkotóeleme, különösen a vidéki térségekben folyamatos reformintézkedések zajlanak, élén az EU‑programok és a hatályos jogszabályok alkalmazásával . Az ország egyik kiemelt mezőgazdasági térségeként a megye jól ismert gabona-, ipari növény‑ és gyümölcstermesztéséről .
A megye területének jelentős része mezőgazdasági művelés alatt áll: több tízezer hektár szántó, gyümölcsös, rét és legelő biztosítja a növénytermesztés alapjait. A rendelkezésre álló mintegy 344 765 ha mezőgazdasági terület túlnyomórészt magán (339 609 ha) és kisebb részben állami művelés alatt áll .
A főbb kultúrák között szerepelnek:
- Gabonafélék: búza, kukorica, árpa, rozs, zab;
- Ipari növények: napraforgó, cukorrépa, burgonya, különféle zöldségek;
- Gyümölcsök: jelentős termőterületek prunus‑ (szilva), alma- és egyéb gyümölcsfákból állnak Wikipedia+1Wikipedia+1.

A vitikultúra is hagyományos szereplője a térségnek: Arges megye szőlőültetvényeit már a 14. századtól említik történelmi dokumentumokban. Kiemelt vidékei: Valea Mare és Ștefănești a Pitești közeli borvidékek, ahol a Ștefănești Vitikultúra és Borászati Kutató‑Fejlesztő Állomás 1959 óta működik, mintegy 30 km hosszú szőlőterületen. Az itt előállított borok számos hazai és nemzetközi díjat szereztek Putere Agrícola.
A szőlőfajták között megtalálhatók például: Fetească Albă, Fetească Regală, Tămâioasă Românească és nemzetközi fajták is, amelyek jellegzetes fehér és aromás borokat adnak.
Az állattenyésztés is fontos szerepet játszik: a megye jelentős tehén-, sertés-, juh‑ és baromfiállományt tart fenn. 2010‑es adatok szerint Arges megye a Dél‑Muntenia régióban mintegy 63 783 marhát, 184 318 sertést, 2 738 468 baromfit (többnyire csirke‑ és pulykaállomány), valamint 44 464 méhcsaládot tartott nyilván – ezek a régió adatait is jelentősen befolyásolták.
A méhészet és ökogazdálkodás is jelen van, számos helyi termelő kínál biodinamikus vagy tanúsított organikus termékeket – például édesítéshez mézet, kuriózumszerű dió- és mogyoróféléket .
Arges megye mezőgazdasága tehát széles termékpalettával rendelkezik, amelyet jól meghatározott ökológiai adottságok, régóta fennálló hagyományok és az EU-programok nyújtotta támogatások jellemeznek. A modernizáció és a szakmai fejlesztés révén a térségi agrárium fokozatosan bővíti a pontosművelés, a fenntartható termelés és a helyi értékesítés lehetőségeit is .

## Népesség

### Nemzetiségek
Argeș megye lakóinak nemzetiségi összetétele 2021-ben
Argeș megye lakosságának túlnyomó többsége román nemzetiségű, ugyanakkor a megye etnikai arculatát kisebbségi közösségek is gazdagítják. A legutóbbi, 2021-es népszámlálási adatok szerint a megye lakosságának 96,6%-a vallotta magát román nemzetiségűnek, ami egyértelmű többséget jelent a térség etnikai összetételében.
A roma közösség alkotja a legnagyobb nemzeti kisebbséget a megyében, a lakosság 3,0%-át teszi ki. A roma közösség számos településen jelen van, hagyományos életmódjukkal, sajátos nyelvi és kulturális jegyeikkel színesítve Argeș megye társadalmi sokféleségét. Sok esetben nehéz szociális helyzetük és integrációs kihívásaik miatt is figyelmet kapnak, de kulturális örökségük is egyre nagyobb elismerésnek örvend.
A magyar közösség a lakosság csupán 0,02%-át képviseli – 102 fővel –, ami elenyésző arányt jelent. Bár Argeș megye nem tartozik a hagyományos magyar nyelvterületek közé, e kis létszámú közösség is őrzi identitását, nyelvét és kulturális hagyományait, hozzájárulva a régió etnikai sokszínűségéhez.
Az egyéb etnikumokhoz tartozó személyek – összesen mintegy 264 fő – különféle kisebb közösségeket alkotnak, mint például olaszok, németek, törökök, görögök, orosz-lipovánok, örmények és mások. Ezek a csoportok történelmi, gazdasági vagy kulturális okokból telepedtek meg a térségben, s bár arányuk csekély, jelenlétük tovább gazdagítja Argeș megye etnikai képét.
A nem nyilatkozók arányáról a jelenlegi adatok nem nyújtanak részletes információt, azonban országos tendenciák alapján feltételezhető, hogy ez a csoport is hozzájárul a megye etnikai összképének árnyalásához. A népszámlálás során több mint 54 ezer fő nem adott meg nemzetiségi hovatartozást, ami a megye teljes lakosságának körülbelül 9,6%-át jelenti.

### Vallás
Argeș megye lakóinak vallási összetétele 2021-ben
A 2021-es népszámlálási adatok alapján Argeș megyében a vallási életet erőteljesen meghatározza a kereszténység jelenléte, különösen az ortodox egyház dominanciája figyelhető meg.
A legnagyobb vallási közösséget az ortodoxok alkotják, akik a megye lakosságának 97,4%-át teszik ki (496 924 fő). Ez a rendkívül magas arány szoros kapcsolatban áll a megye román többségű etnikai összetételével, mivel az ortodoxia hagyományosan a román nemzeti identitás és kultúra egyik alappillére. A helyi közösségek életében az ortodox templomok, vallási ünnepek és egyházi hagyományok kiemelkedő szerepet játszanak, különösen vidéki térségekben.
Az evangéliumi tanítású keresztények a lakosság 0,8%-át teszik ki (3 912 fő). Ez a közösség főként kisebb városi központokban, valamint falvakban van jelen, és saját istentiszteleti gyakorlatuk révén sajátos színt képviselnek a vallási palettán.
A pünkösdisták száma 3 129 fő, ami a megye lakosságának 0,6%-át jelenti. A pünkösdista gyülekezetek többnyire dinamikus, közösségi alapon szerveződő felekezetek, amelyek elsősorban a személyes hitre és az élő istentiszteleti élményekre helyezik a hangsúlyt.
A római katolikusok aránya Argeș megyében mindössze 0,1% (718 fő), ami az országos átlagnál is alacsonyabb. Ez a kis létszámú közösség elsősorban más megyékből származó betelepülők, illetve történelmi kisebbségek (pl. magyarok, németek) leszármazottai köréből kerülhet ki.

Az egyéb vallások kategóriájába tartozók – köztük a muszlimok, Jehova Tanúi, valamint más kisebb keresztény és új vallási mozgalmak követői – összesen néhány száz főt tesznek ki. Bár számuk kicsi, jelenlétük hozzájárul Argeș megye vallási sokféleségéhez.

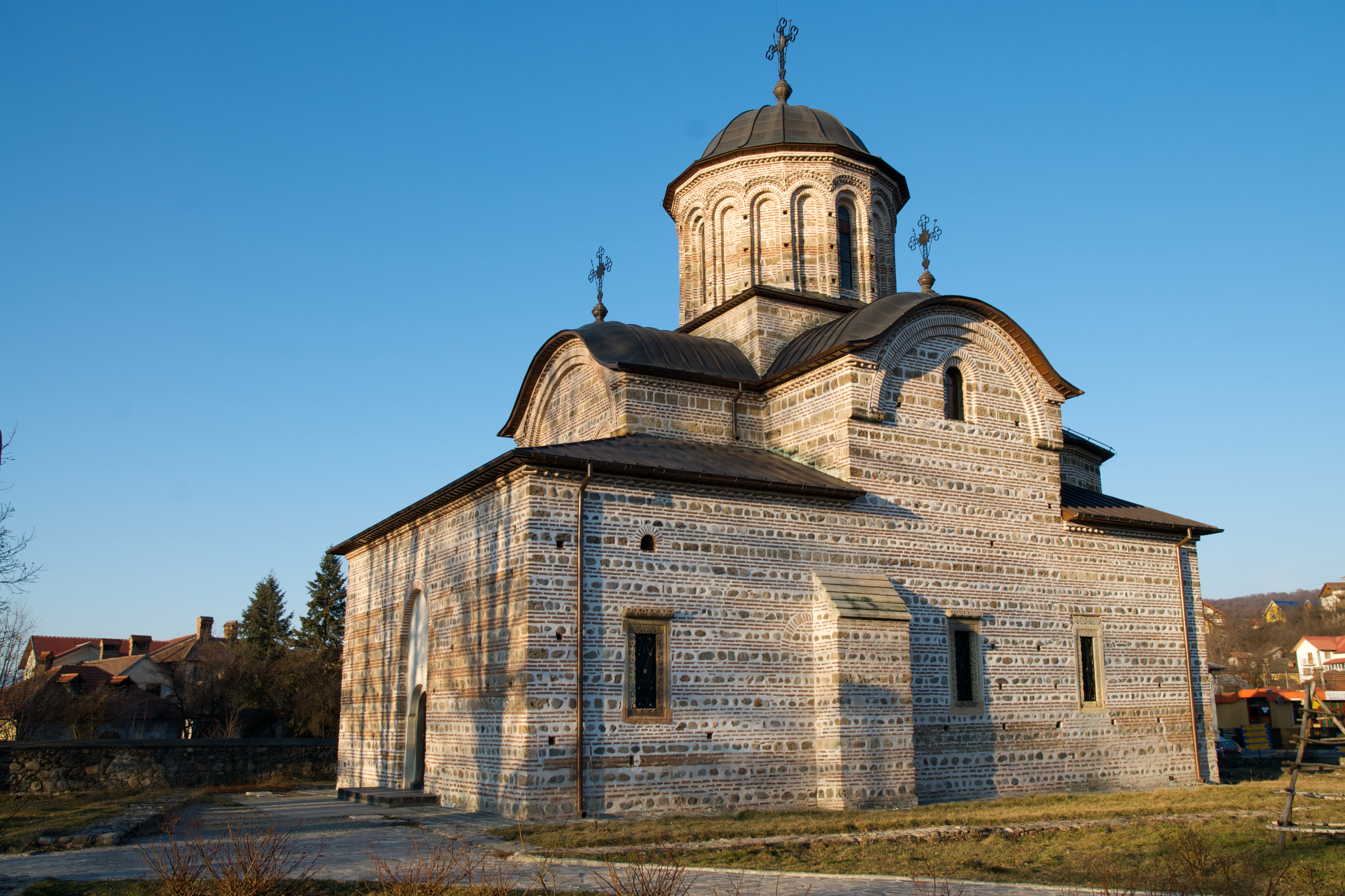
A curtea de argeși Szent Miklós-templom
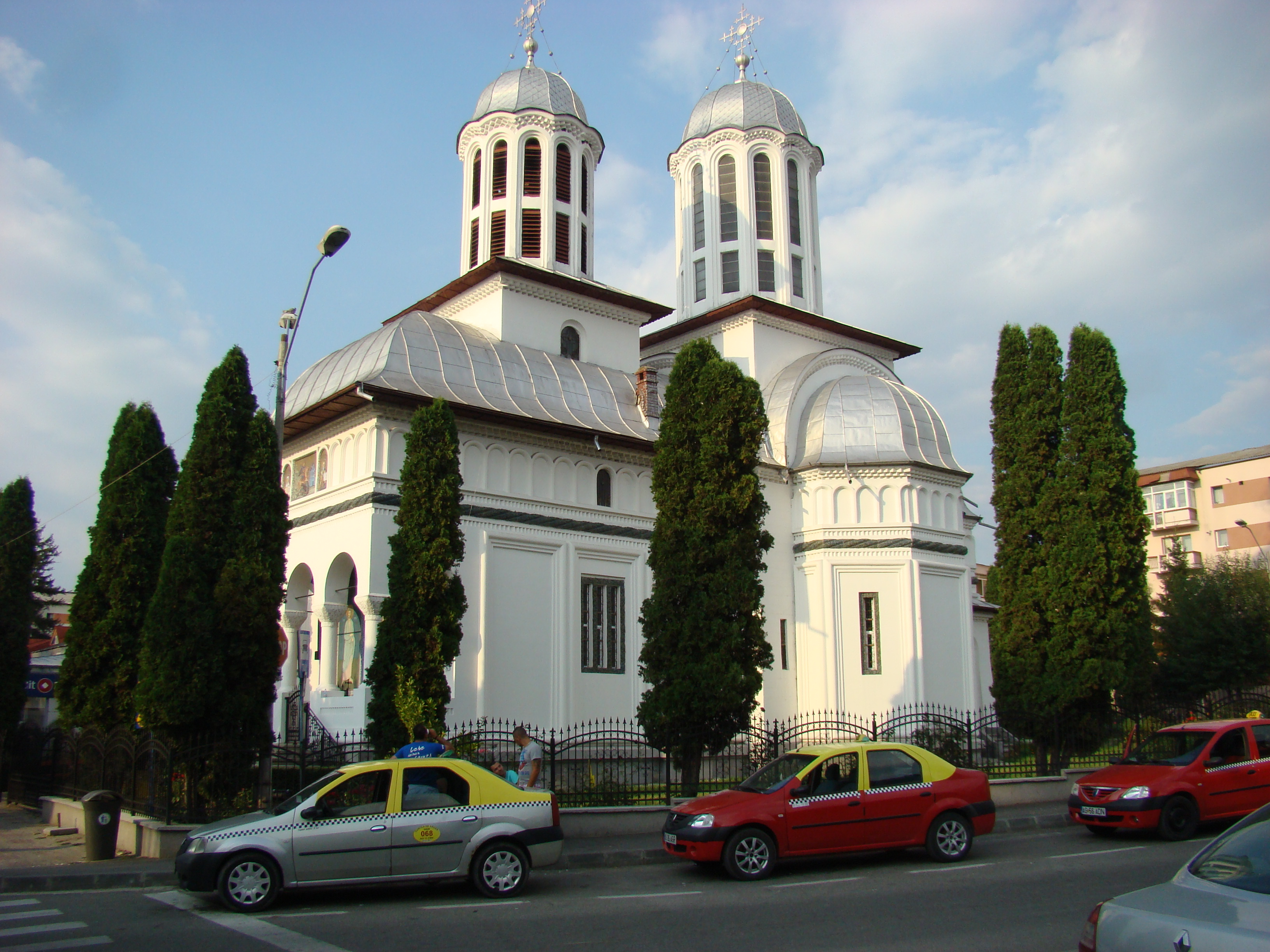
A curtea de argeși Szent György-templom
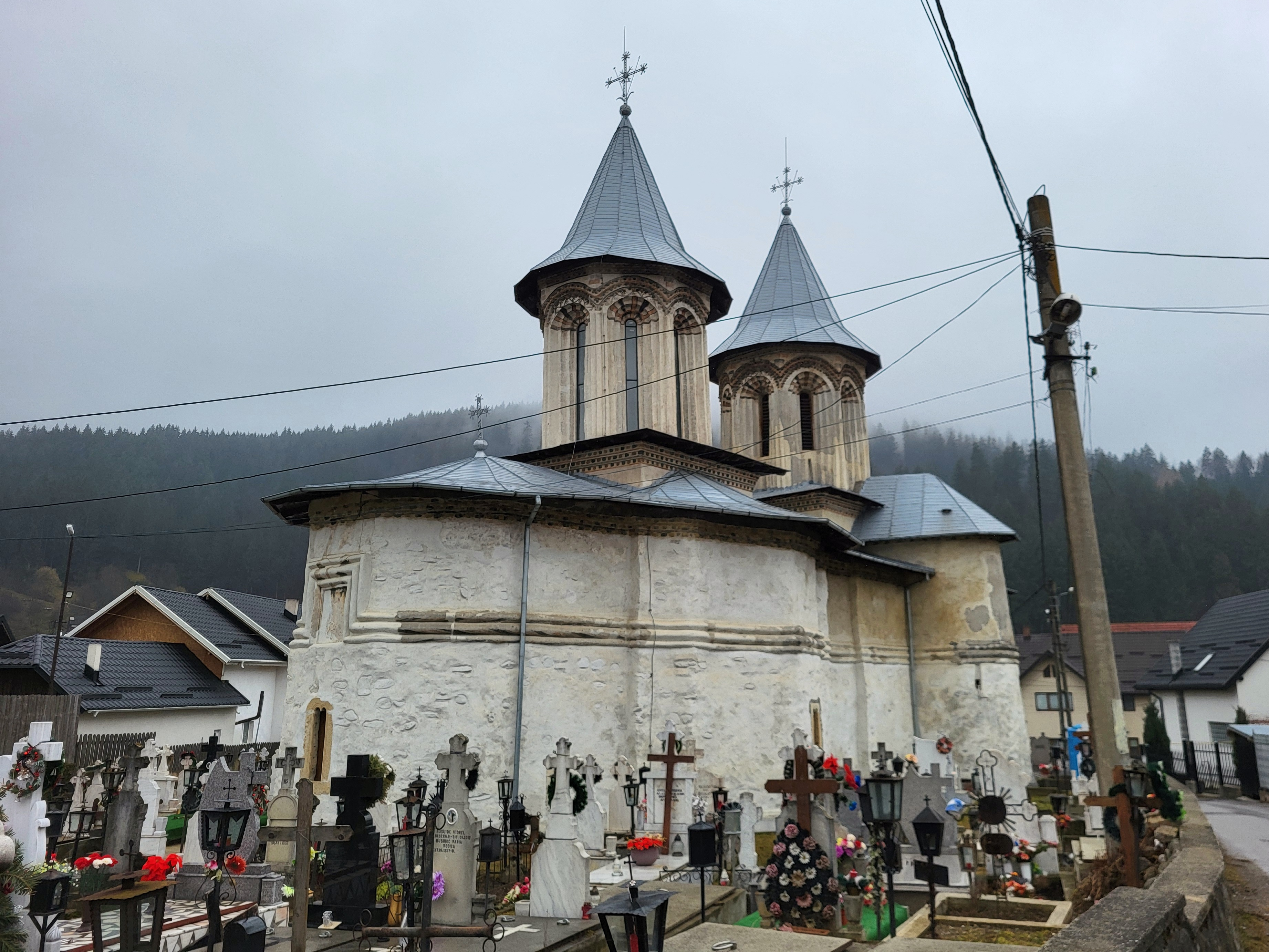
A rucări Szent György és Szent Demeter vértanúk temploma
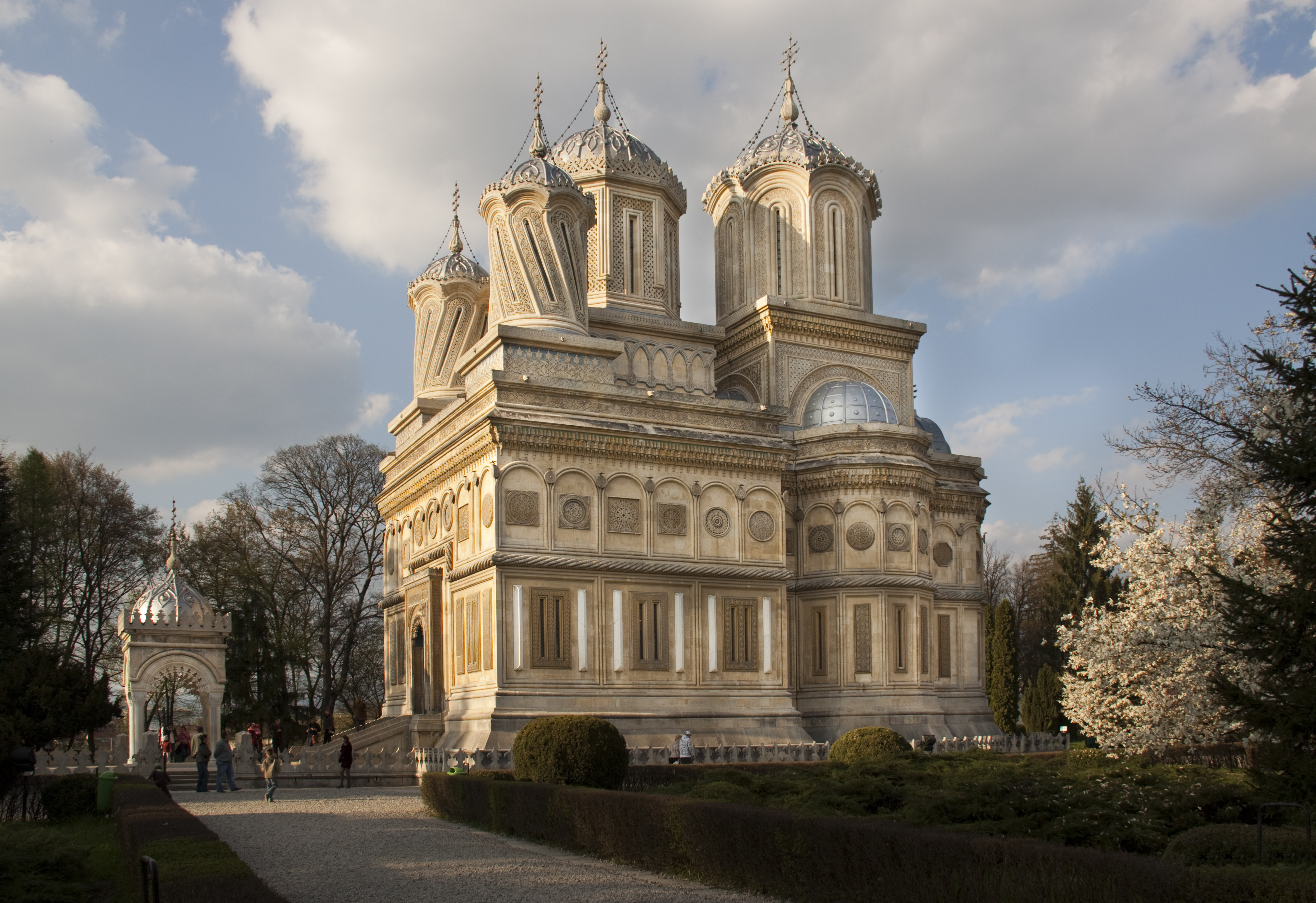
A curtea de argeși kolostor

A népesség 1948 és 2002 között az alábbiak szerint alakult:
| Lakosok száma | 394 268 | 448 964 | 483 741 | 529 833 | 631 918 | 681 206 | 652 625 | 612 431 | 569 932 |
|               | 1930    | 1948    | 1956    | 1966    | 1977    | 1992    | 2002    | 2011    | 2021    |

## Oktatás és köznevelés
Argeș megye oktatási rendszere a Munténia régió egyik legmeghatározóbb hálózata, amely általános, középfokú és felsőoktatási szinten is fontos szerepet játszik. Az oktatási intézményhálózat földrajzilag jól lefedi a megyét: a legnagyobb város, Pitești központi szerepet tölt be az oktatásban, ugyanakkor a kisebb települések – mint Curtea de Argeș, Mioveni vagy Costești – is biztosítják az alapfokú oktatáshoz való hozzáférést.
Az általános iskolai képzés kiterjedt, az iskolák döntő többsége állami fenntartású, de egyházi és magánintézmények is működnek. A középfokú oktatás struktúrája változatos: a klasszikus gimnáziumi képzés mellett technológiai líceumok és szakiskolák is működnek a megyében. Kiemelkedő példa erre a Pitești városában található Zinca Golescu Nemzeti Kollégium, amely az egyik legelismertebb középiskola a régióban. Emellett fontos szerepet tölt be a Alexandru Odobescu Pedagógiai Líceum is, amely tanítóképzéssel és pedagógiai irányultságú programokkal járul hozzá az utánpótlás-neveléshez.

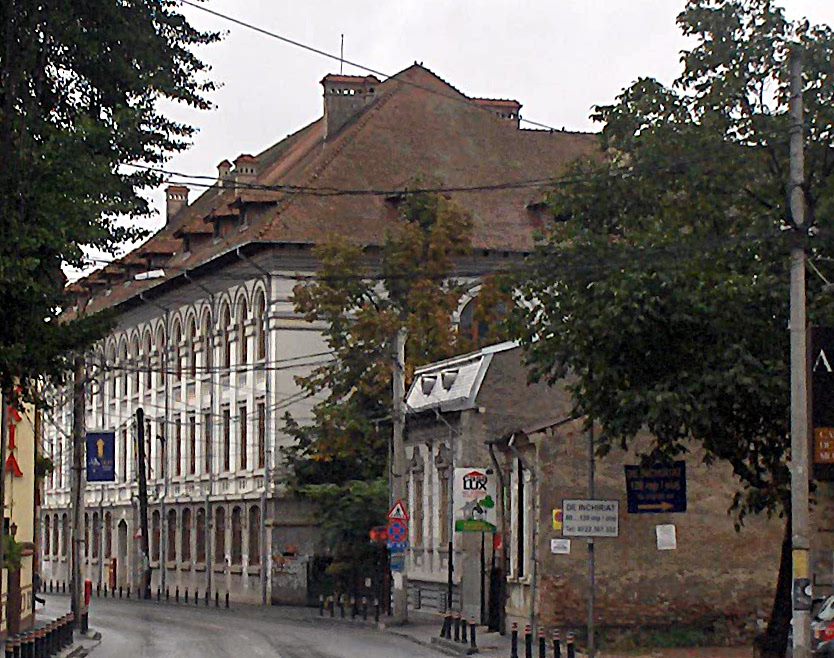
Zinca Golescu Nemzeti Kollégium

A szakképzés szintén dinamikusan fejlődik a megyében. Jelentős beruházások indultak a duális képzési formák fejlesztésére, különösen a vidéki térségekben. Egy példa erre a Vulturești községben épülő modern szakképzési campus, amely a vendéglátás, agrárium és logisztika területein kínál gyakorlatorientált oktatást, közvetlen együttműködésben helyi vállalkozásokkal. Az ilyen kezdeményezések célja, hogy csökkentsék a vidéki lemorzsolódási arányokat, amelyek az utóbbi években a román országos átlag felettiek voltak.
A felsőoktatás meghatározó központja a Pitești-i Egyetem (Universitatea din Pitești), amely több mint 9 000 hallgatójával a megye legnagyobb egyetemi intézménye. Az egyetem hat karon kínál képzéseket: mérnöki, informatikai, közgazdasági, jogi, társadalomtudományi, oktatási és művészeti területeken. Az intézmény jelentős szerepet vállal a régió munkaerőpiaci szükségleteinek kielégítésében, emellett tudományos kutatással és közösségi szolgáltatásokkal is aktívan hozzájárul a megye fejlődéséhez. Az egyetem doktori iskolái révén a tudományos utánpótlás képzése is biztosított.
Pitești ad otthont a Constantin Brâncoveanu Egyetemnek is, amely magánfenntartású intézményként főként gazdasági, menedzsment és jogi képzéseket kínál, kiegészítve ezzel a megye felsőoktatási kínálatát.
Az oktatási infrastruktúra folyamatos korszerűsítésen megy keresztül, különösen a digitális oktatási eszközök és az idegennyelv-oktatás terén. A megyei önkormányzat és a helyi intézmények kiemelt figyelmet fordítanak a tanulók digitális kompetenciáinak fejlesztésére, a korszerű tantermek, laborok és sportlétesítmények kiépítésére. Emellett az Erasmus+ és más európai uniós programok lehetőséget biztosítanak a tanárok és diákok nemzetközi tapasztalatszerzésére is.

## Sport
Az egyik legfontosabb létesítmény a Pitești Arena, amelyet 2022 decemberében adtak át, mintegy 4 900 férőhellyel, és teljes mértékben megfelel a nemzetközi sportágak (kézilabda, kosárlabda, röplabda) és rendezvények követelményeinek. A csarnok helyi és nemzeti sportesemények, kulturális és gazdasági rendezvények helyszínévé vált, többek között minifutball tornák és konferenciák számára is alkalmas.

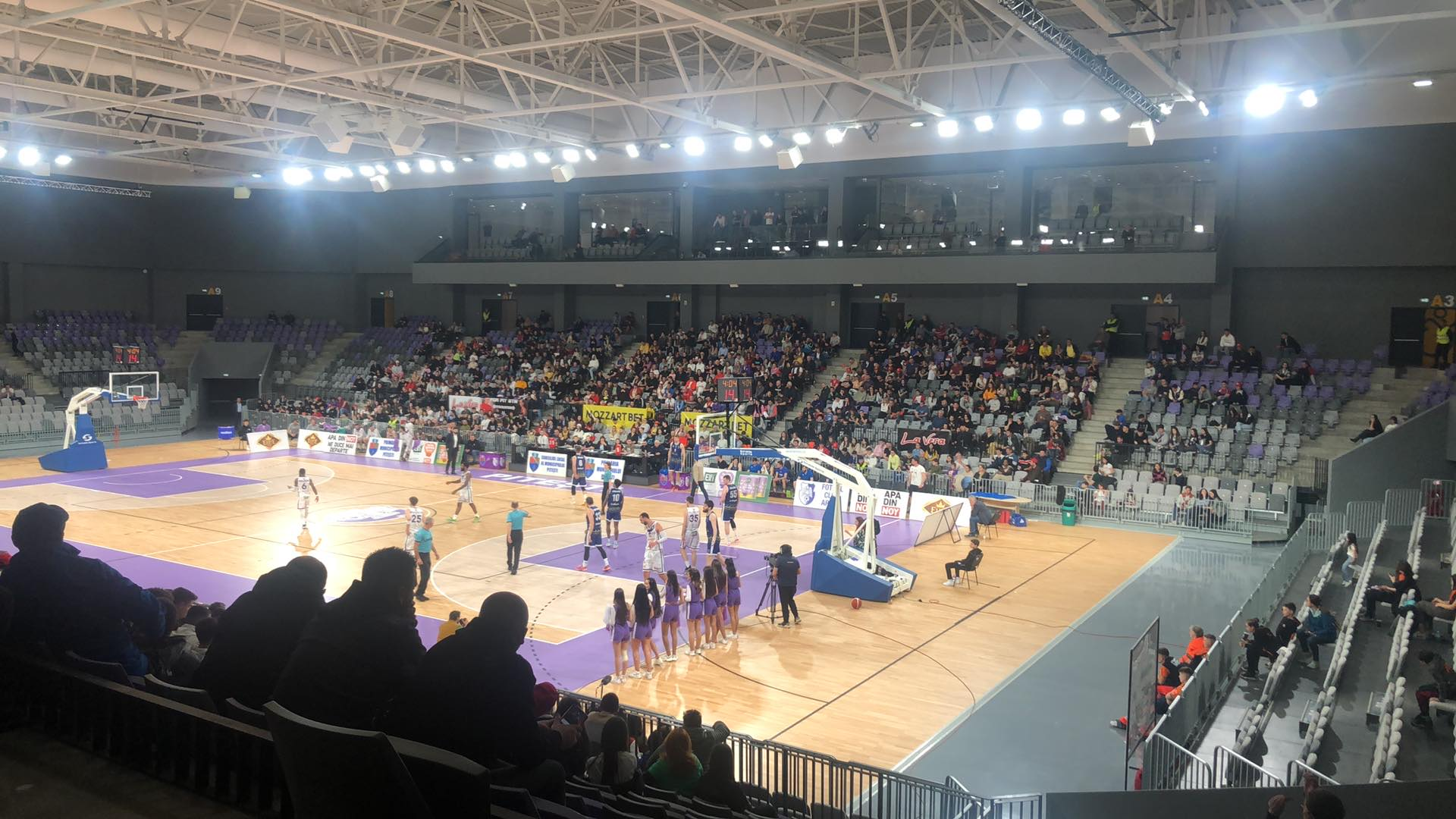
Pitești Arena

A megye zászlóshajója a labdarúgásban az FC Argeș Pitești, amely több mint négy évtizedet töltött a román élvonalban (Liga I), és két bajnoki címet nyert az 1970-es években, legendás játékosa Nicolae Dobrin volt. A város ikonikus stadionja, a Nicolae Dobrin Stadion 15 000 néző befogadására alkalmas volt, de 2023-ban lebontották, és jelenleg a klub Mioveni városában játssza hazai mérkőzéseit, mivel az új stadion építése 2027-re várható.

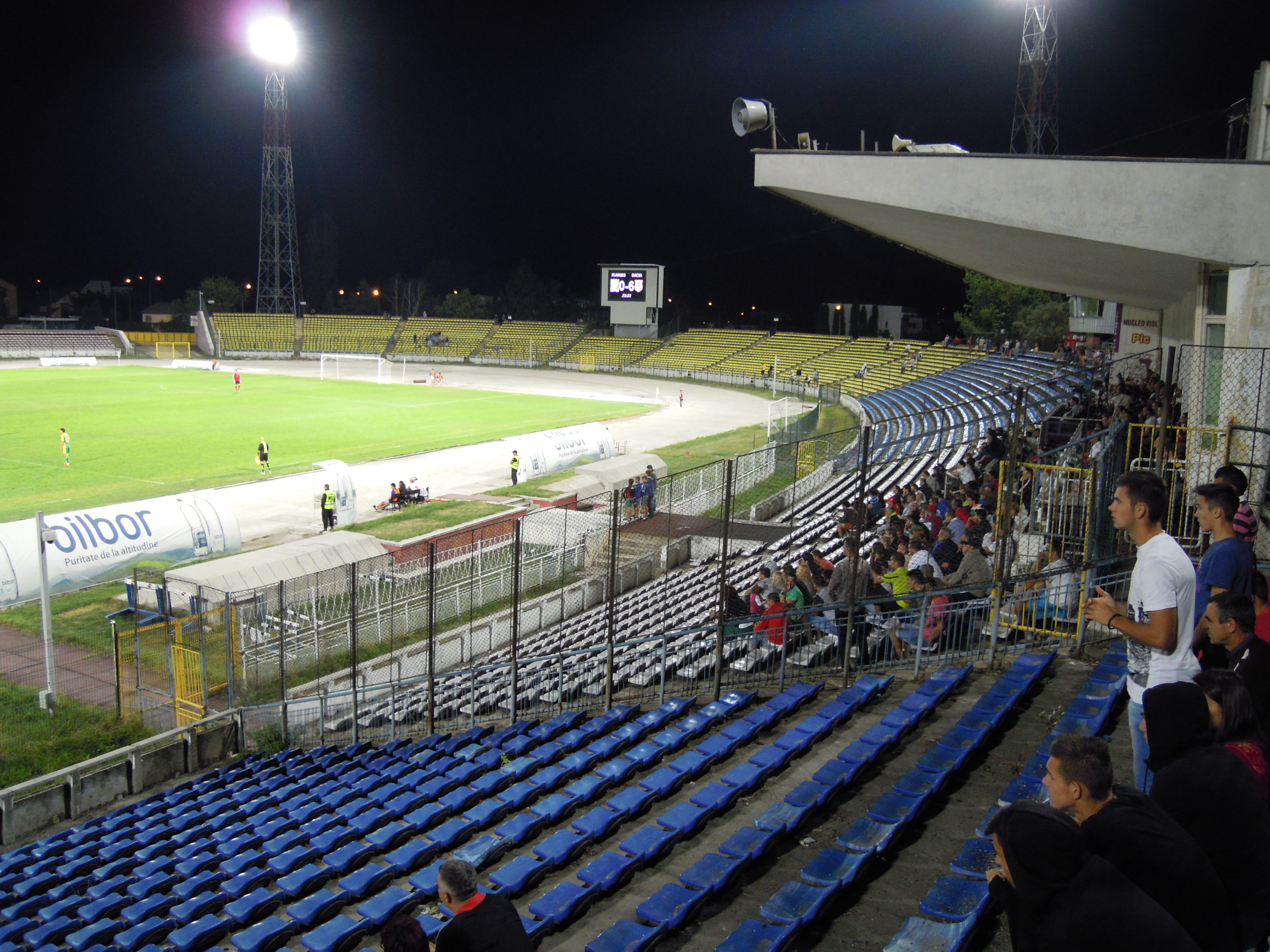
Nicolae Dobrin Stadion 2012-ben

A tervek szerint az új stadion kapacitása kb. 15 200-17 000 fő lesz, fedett lelátóval, VIP-szektorral, továbbá külön helyiség a klubhistóriának, saunával és multifunkcionális edzőtérrel – a beruházás értéke mintegy 100 millió euró. A beruházásért a Compania Națională de Investiții (CNI) és a helyi önkormányzat felelős, sürgősen szükséges a stadion helyszínének jogi rendezése és a szerződések aláírása StadiumDB.
Argeș megye sportélete nemcsak a profi csapatokra épül. Az Amatőr és utánpótlás labdarúgás területén kiemelkedő az ACS Unirea Bascov, amely jelenleg a Liga III-ban szerepel, állandó résztvevői a megyei kupaszerepléseknek és kupagyőzelmeknek Wikipedia. Ugyancsak előrelépő pályát fut be az újoncként 2019-ben alapított Speed Academy Pitești, amely a megyei Liga IV bajnokaként idén feljutott a harmadosztályba – így Pitești városának húsz év óta először két professzionális csapata van.
Az élsport, különösen a futball, komoly regionális jelentőséggel bír, de a közösségi sportágak – mint kosárlabda, kézilabda és atlétika – is fejlődésben vannak a helyi versenyrendszerek és infrastruktúra fejlesztése által. A művelhető csarnokok és pályák mellett az egyesületek, különösen a Speed Academy és Unirea Bascov, aktívan részt vesznek utánpótlás-nevelésben és a sportinfrastruktúra élénkítésében.

## Infrastruktúra és közlekedés

### Autópályák
Az Argeș megye útinfrastruktúrája – különösen az autópályák és gyorsforgalmi utak – kulcsszerepet játszik a régió gazdasági integrációjában, összekötve Bukarestet, a keleti és nyugati vidéket, valamint a határ menti közlekedési folyosókat.
Az A1-es Románia egyik legfontosabb nemzeti autópályája, amely Bukarestből indulva halad át Argeș megyén, Pitești és Curtea de Argeș érintésével. A megyei szakasz jelenlegi hossza Bukarest és Curtea de Argeș között kb. 140 kilométer. A Pitești–Curtea de Argeș szakasz, amelyet 2024 decemberében nyitottak meg, már teljesen autópálya-standardú. A tervek között szerepel a további szakaszok (Curtea de Argeș–Nagyszeben) folyamatos fejlesztése, amely során alagutakat is építenek az Argeș megyei Momaia-hegyen. A megengedett sebesség az autópályán egységesen 130 km/h, és díjköteles rendszerű. A megyei e-matrica a megyén belüli használatra érvényes.
A DEx12 autóút izzónás expresszút kapcsolatot teremt Pitești és Craiova között, mintegy 121 km hosszban. Az ún. A12 projektként is ismert, amely részben már forgalomba állt (különösen a Craiova–Albota szakasz), míg a teljes útvonal építése folyamatban van. A sebességhatár 110 km/h, a kétsávos autóút jellege miatt.
| Gyorsforgalmi út      | Érintett települések, nagyobb kereszteződések                                                             | Teljes hossz | Használatban | Épül   | Térkép |
| --------------------- | --- | ------------ | ------------ | ------ | ------ |
| Dél-erdélyi autópálya | Bukarest – Pitești – Nagyszeben – Déva – Temesvár – Arad – Nagylak / Magyarország (a TEN-T hálózat része) | 578 km       | 472 km       | 106 km |        |
|                       | Pitești – Slatina – Craiova                                                                               | 121 km       | 108 km       | 13 km  |        |

### Főútak
Az egyik legdominánsabb út a DN7-es főút, amely Pitești városától halad dél–nyugati irányban, és tovább vezet Bukarest felé, illetve nyugat felé elágazik az A1 autópálya mellett egészen a nagylaki határátkelőig. Ez a korábban intenzív tranzitút ma is jelentős szerepet tölt be teherforgalomban, bár annak egy része átirányult az A1-es autópályára. A főút párhuzamosan fut az autópályával, és inkább regionális, helyi kapcsolatokat szolgál — különösen Argeș megye területén.
A DN73-as főút Piteștit és Brassót köti össze, áthaladva Câmpulung és Rucăr vidékén. Ez a szakasz kiemelten fontos a teherforgalom és a turizmus miatt, hiszen a Dâmbovița-völgyön átívelve a Kárpátokon vezet keresztül, és alkalmas alternatív útvonalnak is.
A híres Transzfogarasi út (DN7C) is Argeș megyébe tartozik: Pitești közeléből indul, és a Fogaras-hegységen keresztül vezet egészen Nagyszebenig. Bár nem autópálya, autóút jellegű, magas alpesi magasságok, látványos szerpentinek és számos alagút jellemzi. Turisztikai útvonalként ugyanúgy jelentős, mint közlekedési szempontból: a megye és ezzel egész Románia egyik ikonikus útvonala.
A DN73C útvonal fejlesztés alatt áll Curtea de Argeș és Tigveni között, amely része a Nagyszeben–Pitești közötti modernizációs munkáknak. Ez a fejlesztés (részben tervezési, részben kivitelezési fázisban) azt célozza, hogy összekapcsolja a gyorsforgalmi A1-est és a DN73C-t, javítva a közúti összeköttetést a megyén belül és azon túl.

## Híres szülöttei
- Ion Constantin Brătianu (Pitești, 1821. június 2. – 1891. május 16.) román politikus
- Ion Antonescu (ejtsd: Jon Ántoneszku) (Pitești, 1882. június 15. – Jilava, 1946. június 1.) román katonatiszt, diktátor
- Armand Călinescu (Pitești, 1893. június 4. – Bukarest, 1939. szeptember 21.) román miniszterelnök és anti-fasiszta politikus
- Ion Barbu (Câmpulung, 1895. március 19. – Bukarest, 1961. augusztus 11.) román költő és matematikus, egyetemi tanár, akadémikus
- Nicolae Dobrin (Pitești, 1947. augusztus 26. – Pitești, 2007. október 26.) román válogatott labdarúgó, edző
- Ilie Bărbulescu (Pitești, 1957. június 24. – Bukarest, 2020. február 1.) válogatott román labdarúgó, hátvéd

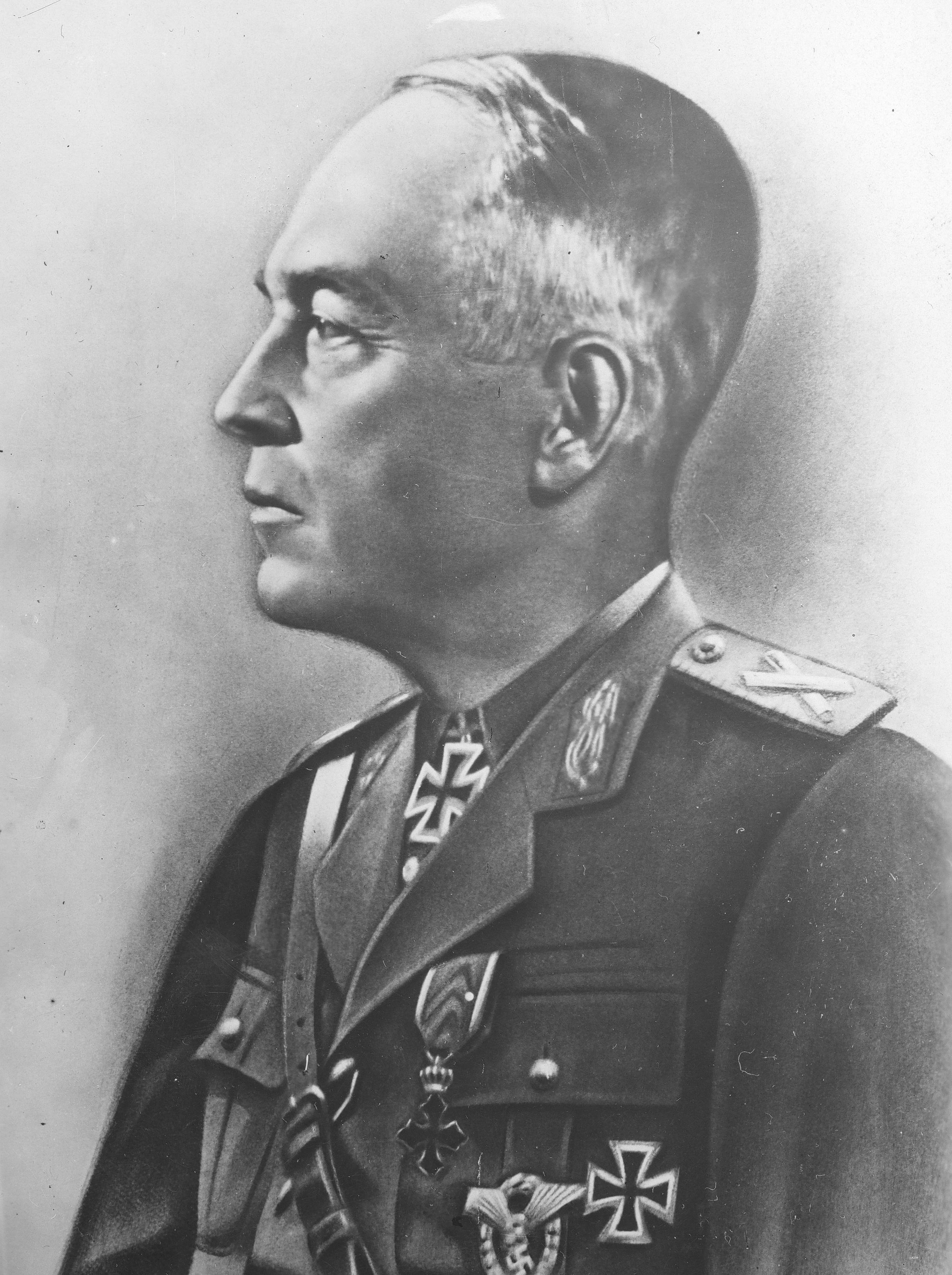
Ion Antonescu
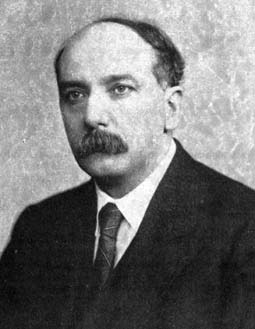
Ion Barbu
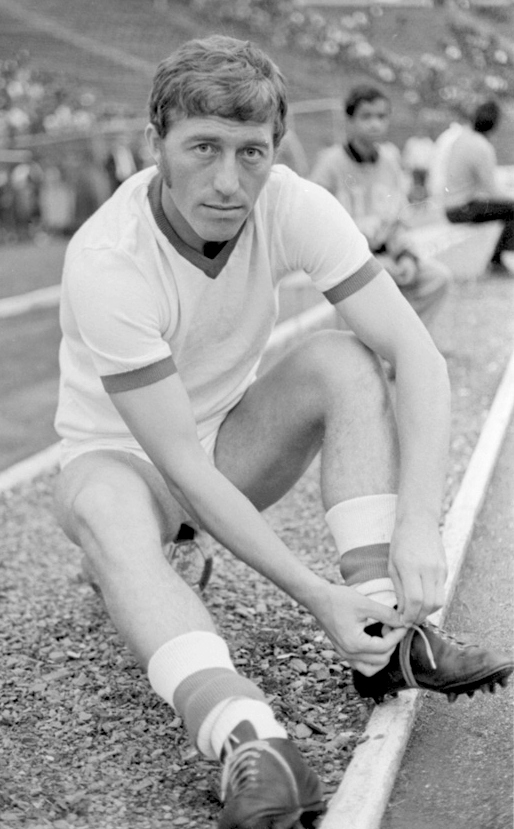
Nicolae Dobrin

## Turizmus
Románia kivételes területén, ahol a hegy és a domb, az erdő és a síkság harmonikusan keveredik, Argeș megye csodálatos természeti szépsége mellett kivételes történelmi és kulturális terhelést hordoz magában. Az paleolitikum óta a régészeti leletek tanúsága szerint a megye a feudális államok kialakulásakor határozza meg történelmi oldalát, ahol Havasalföld első fővárosait alapították, Curtea de Argeș és Câmpulung településeken. Valamint Curtea de Argeș-n jött létre az első ortodox nagyvárosi székhely 1359-ben. Argeș megye a román nép vallási kultúrájának megőrzésében, a kereszténység mint uralkodó vallás fejlesztésében is reprezentatív az egész területen.

A megyében is kiemelt figyelmet érdemel a művészet és a kultúra, ahol számos népszerű és klasszikus művészeti múzeum és iskola, színház, emlék- és kultúrház, valamint szakosított egyesület működik. A legfontosabbak közül megemlítjük: az "Alexandru Davila" Színházat, a Pitesti-i Művészeti Galériákat és Alkotóközpontot, a "George Topârceanu", "Liviu Rebreanu" és "Dinu Lipatti" emlékházakat, Curtea de Argeș-i kultúrházat. , a câmpulung musceli és a mioveniek, a Népművészeti Múzeum a Domnești községből és a Golești Gyümölcs- és Szőlészeti Múzeum, valamint a Hősök mauzóleuma. Mateias.

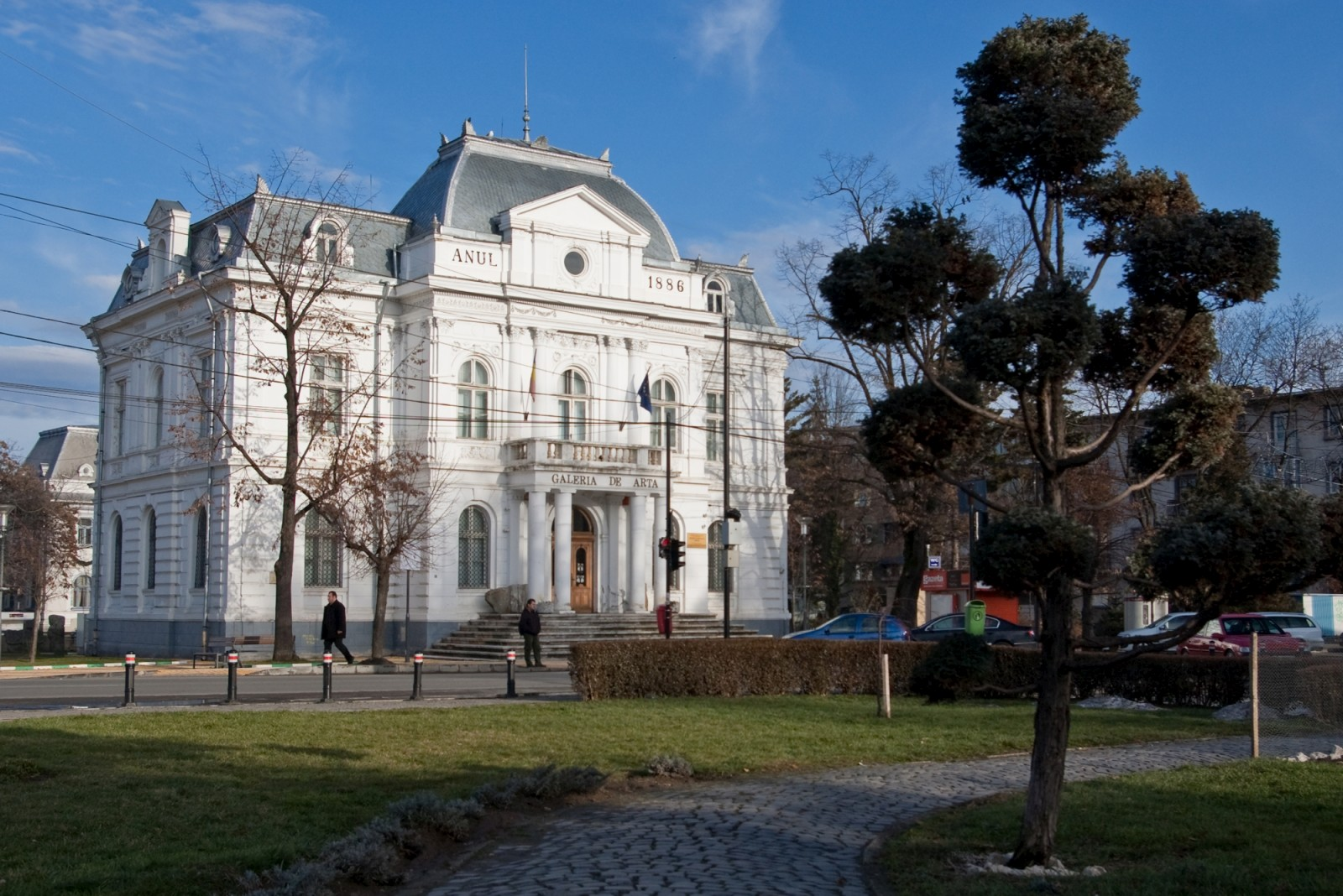
Pitești, a megyeszékhely
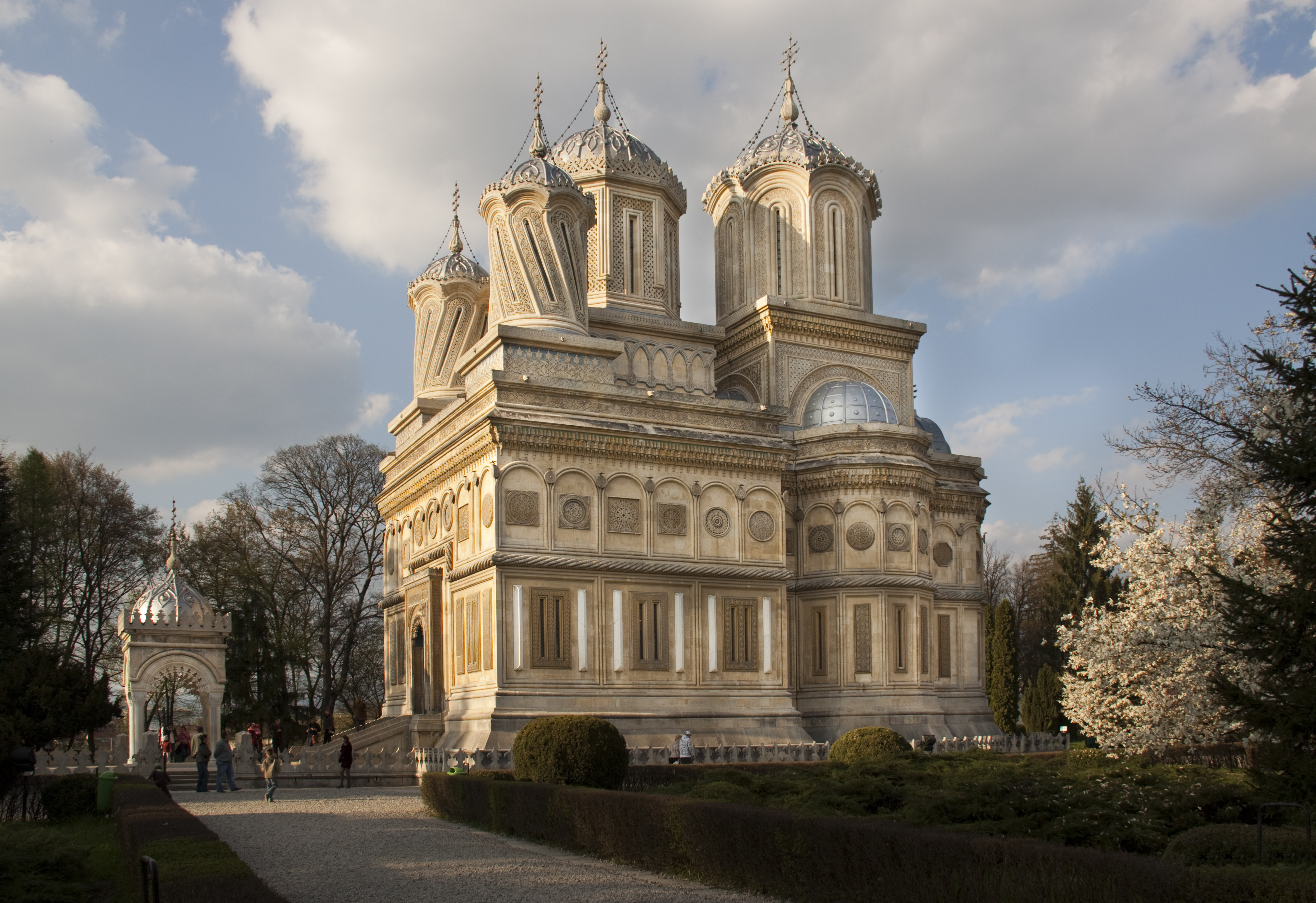
Curtea de Argeș-i kolostor
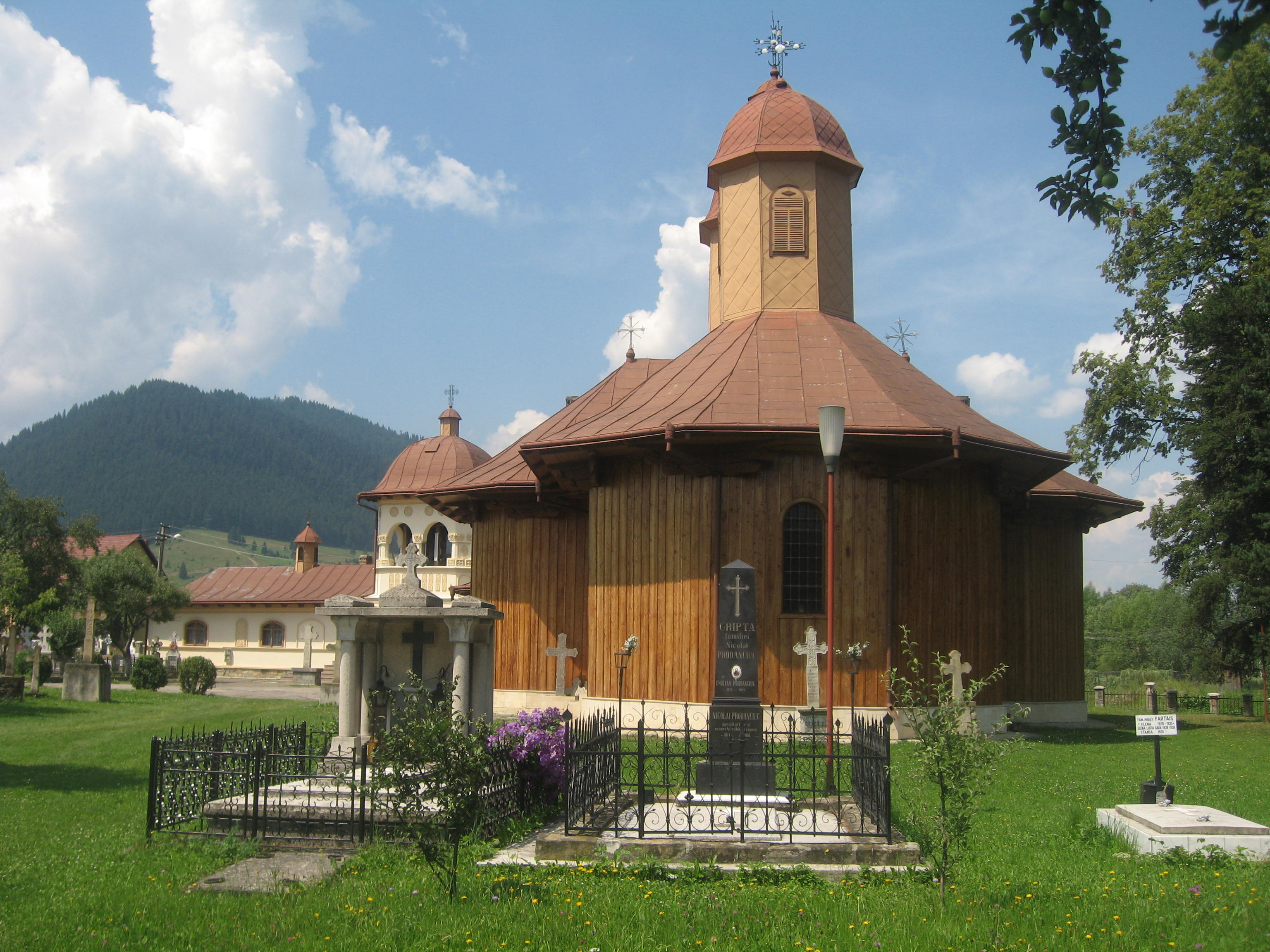
Fatemplom Câmpulungban
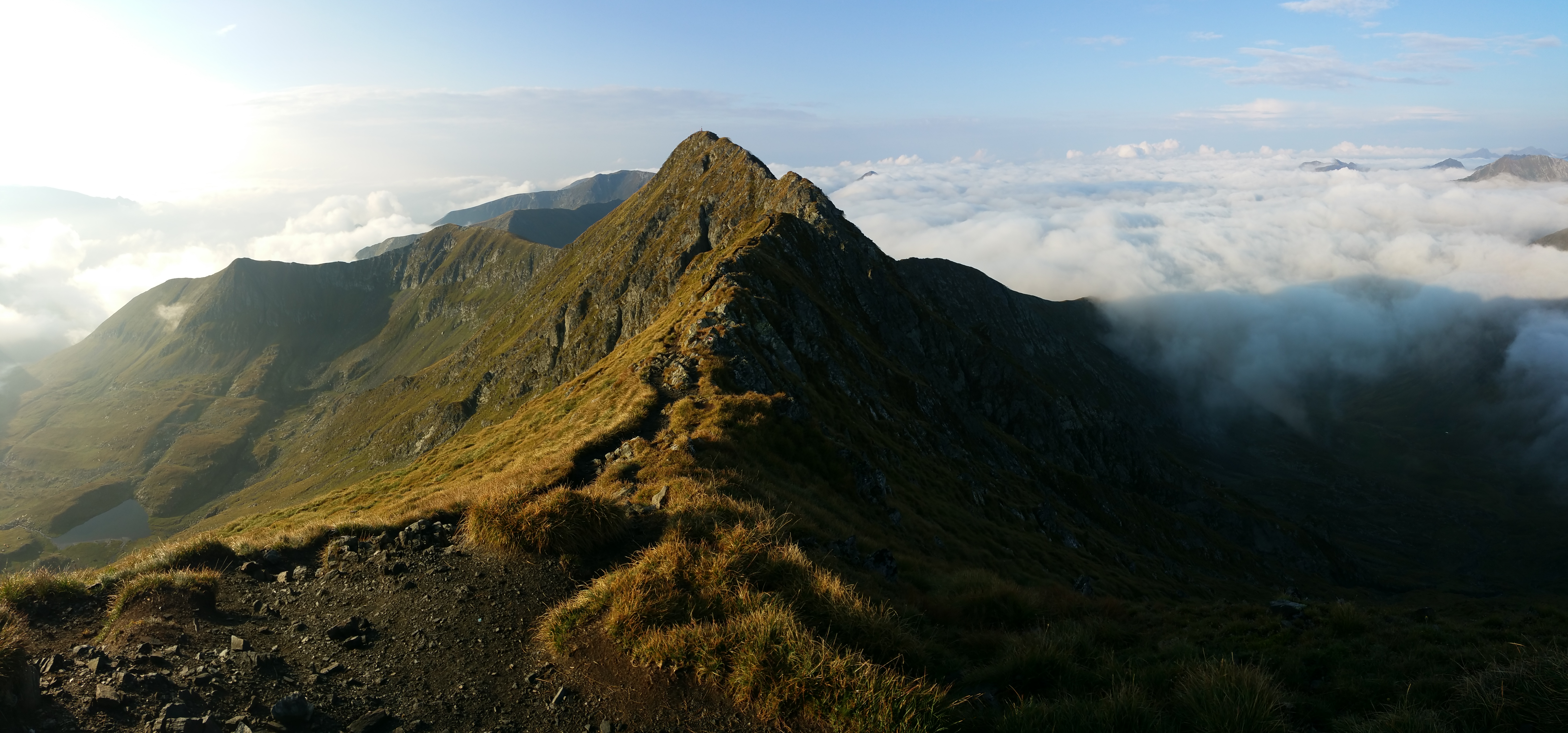
Moldoveanu-csúcs
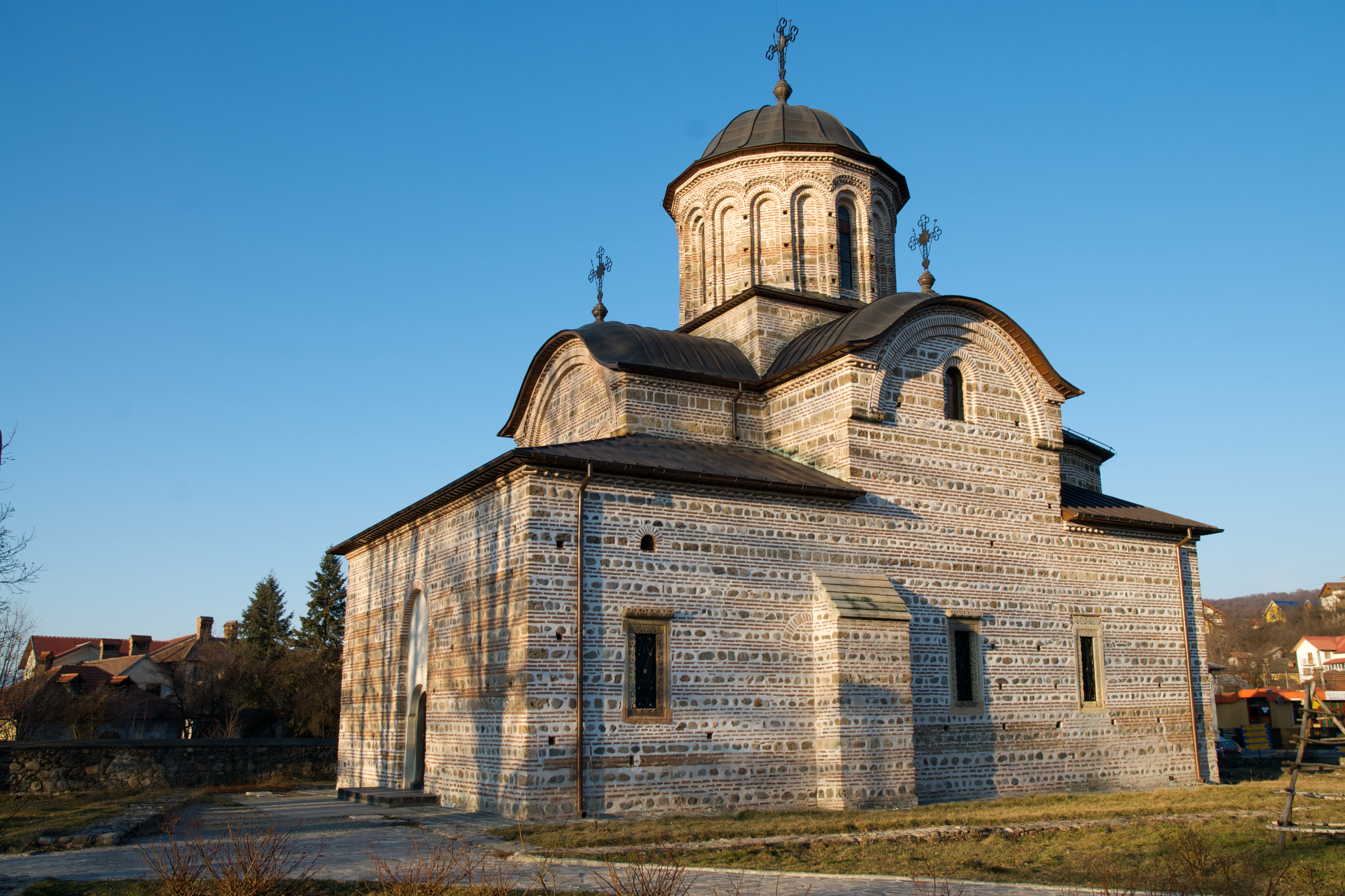
A királyi templom Curtea de Argeș-ben
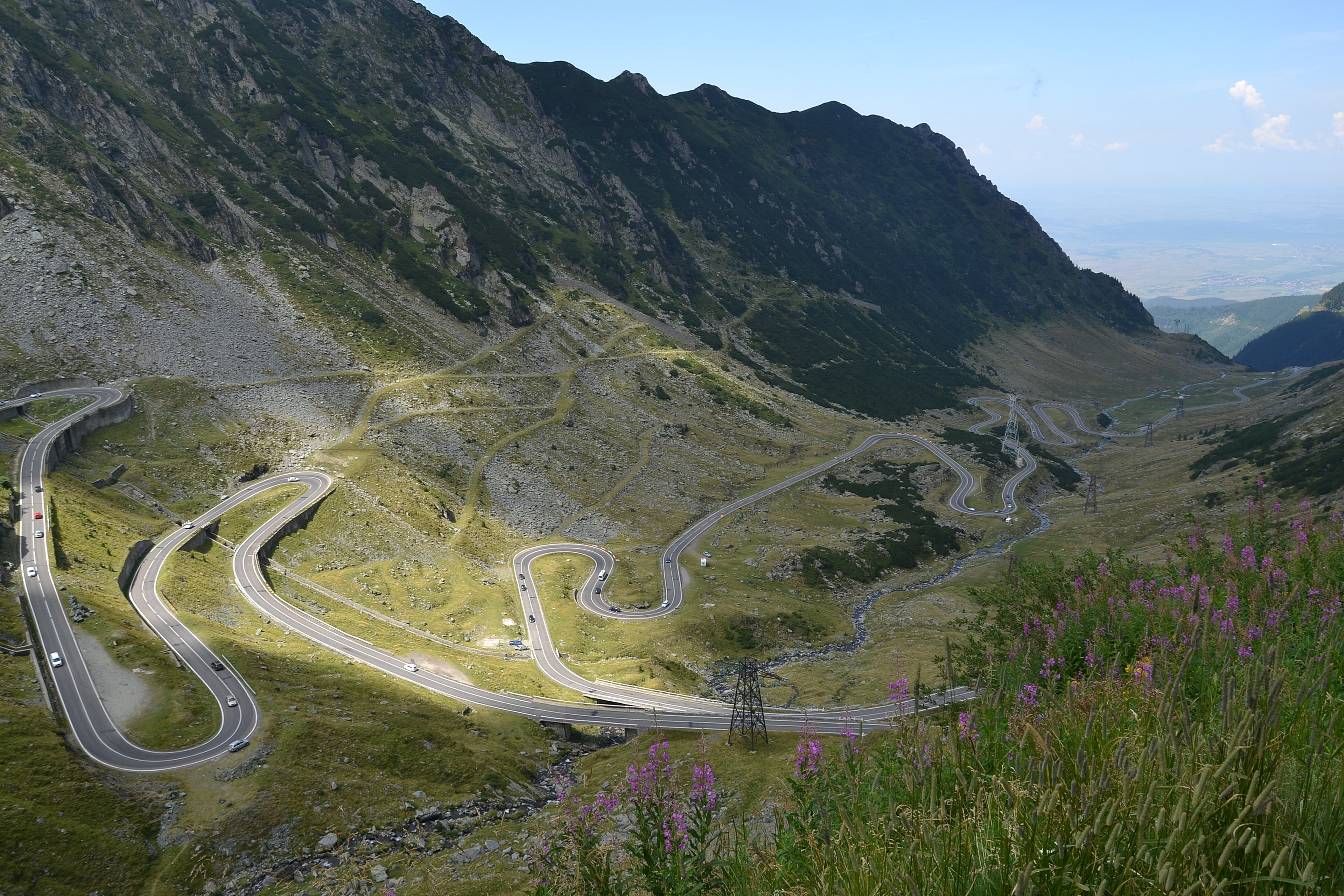
Transzfogarasi út

## Települések

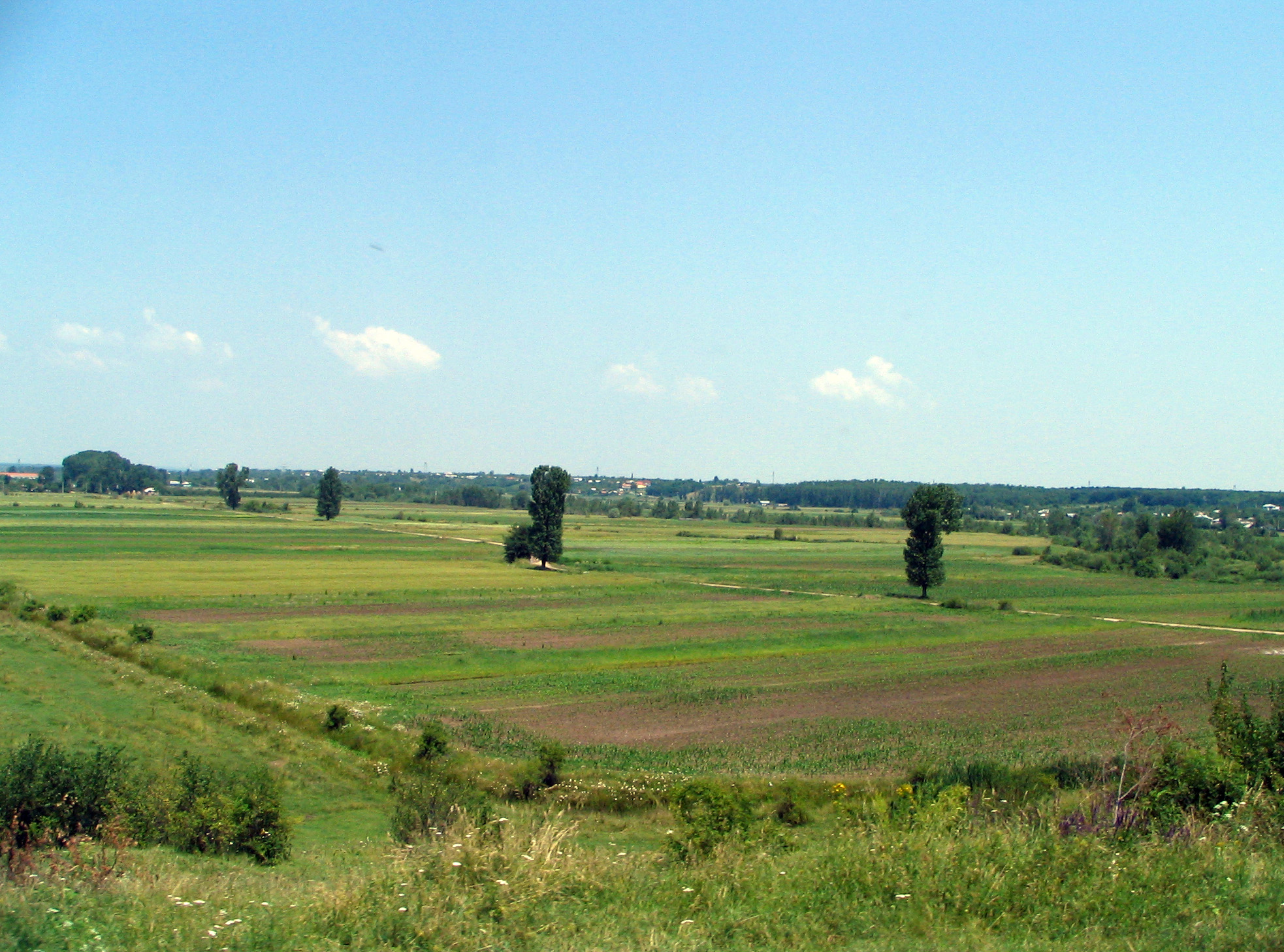
Síkság a megye déli részén

Argeș megyében 3 municípium, 4 város és 95 község van.
| Sorszám | Település       | Lakónépesség (2021)            | Település jellege |
| ------- | --------------- | ------------------------------ | ----------------- |
| 1.      | Pitești         | 141 275 fő (2021. dec. 1.) +/- | municípium        |
| 2.      | Mioveni         | 29 317 fő (2021. dec. 1.) +/-  | város             |
| 3.      | Câmpulung       | 27 574 fő (2021. dec. 1.) +/-  | municípium        |
| 4.      | Curtea de Argeș | 25 977 fő (2021. dec. 1.) +/-  | municípium        |
| 5.      | Ștefănești      | 15 931 fő (2021. dec. 1.) +/-  | város             |
| 6.      | Costești        | 9460 fő (2021. dec. 1.) +/-    | város             |
| 7.      | Topoloveni      | 9373 fő (2021. dec. 1.) +/-    | város             |

Községek: Albeștii de Argeș, Albeștii de Muscel, Albota, Aninoasa, Arefu, Băbana, Băiculești, Bălilești, Bârla, Bascov, Beleti-Negrești, Berevoești, Bogati, Boteni, Boțești, Bradu, Brăduleț, Budeasa, Bughea de Jos, Buzoești, Căldăraru, Călinești, Căteasca, Cepari, Cetațeni, Cicanești, Ciofrângeni, Ciomagești, Cocu, Corbeni, Corbi, Coșești, Cotmeana, Cuca, Dâmbovicioara, Dârmanești, Davidești, Dobrești, Domnești, Drăganu, Dragoslavele, Godeni, Hârsești, Hârtiești, Izvoru, Leordeni, Lerești, Lunca Corbului, Mălureni, Mărăcineni, Merișani, Micești, Mihaești, Mioarele, Miroși, Morărești, Moșoaia, Mozăceni, Mușătești, Negrași, Nucșoara, Oarja, Pietroșani, Poiana Lacului, Poienarii de Argeș, Poienarii de Muscel, Popești, Priboieni, Rătești, Recea, Rociu, Rucăr, Sălătrucu, Schitu Golești, Slobozia, Stâlpeni, Ștefan cel Mare, Stoenești, Stolnici, Șuici, Suseni, Teiu, Tigveni, Țițești, Uda, Ungheni, Valea Danului, Valea Iașului, Valea Mare-Pravăț, Vedea, Vlădești